# Hotels (Zeitschrift)
Hotels ist eine englischsprachige Fachzeitschrift, die sich überwiegend an weltweit tätige Hoteliers wendet. Die Zeitschrift wird in den USA seit 1966 herausgegeben und von 90.000 Lesern pro Ausgabe in 160 Ländern gelesen.

## Geschichte
Hotels erscheint 8× pro Jahr als Print- und Digitalausgabe. Zuerst im Verlag Cahners Publishing Company und nach mehreren Besitzwechseln heute im Verlag Outclick Media. Bis 1989 hieß sie Hotels & Restaurants International. In Hotels & Restaurants International ging im Jahr 1982 die, seit 1948 erscheinende, Zeitschrift International Hotel Review auf.
Seit 1982 erscheint Hotels Top 225 Ranking, eine Übersicht über die größten Hotelketten/-kooperationen weltweit. Zu dieser Rangliste gehören folgende:
- Top50 Hotels,
- Top10 Franchised,
- Top10 Managed,
- Top50 Brands,
- Top10 Countries,
- Top25 Consortia.